# الفتاة الخارقة (كارا زور إل)
كارا زور إل (بالإنجليزية: Kara Zor-El)‏ هي شخصية خيالية وبطلة خارقة من إنشاء دي سي كومكس وظهرت لأول مرة في أغسطس من عام 1959، وتظهر على أنها الشخصية العادية غير الخارقة للفتاة الخارقة حيث أنها تكون طالبة جامعية عادية، وهي أبنة عم سوبر مان.